# Възнесение Господне (Нивици)
„Възнесение Господне/Христово“ (гръцки: Μικρή Ανάληψη, Ασκηταριό Μικρής Αναλήψεως, в превод Малко Възнесение) е православна скална църква в Гърция, част от Леринската, Преспанска и Еордейска епархия на Цариградската патриаршия, под управлението на Църквата на Гърция.

## Местоположение
Църквата е разположена в югозападния дял на Преспанското езеро. 

## История
Представлява сводест храм в развалини с две ниши на изток, светилище и протезис. Запазени са само фреските на източната стена и в олтара, където са изобразени Свети Василий и Свети Йоан Златоуст от композицията Поклонение на Агнеца. Над нея е изобразена Света Богородица Влахернска, а в протезиса е изобразен Архидякон Стефан. Стенописите са от XV век.
В 1996 година църквата е обявена за защитен паметник.